# Lake Champlain
Lake Champlain (fransk: Lac Champlain) er en naturligt skabt indsø, der er beliggende mellem Adirondackbjergene og Green Mountains, primært i staterne Vermont og New York i USA, mens en mindre del er beliggende i provinsen Quebec i Canada. 
Søen, der er en ferskvandssø, strækker sig over et areal på 1.269 km² og er 201 km. lang på det længste sted og 23 km. bred på det bredeste. Siden 1800-tallet har der fra den sydlige del af søen været kanalforbindelse til Hudson River, hvilket skabte stor betydning for sejladsen mellem New York City og Saint Lawrencefloden. 
Søen er opkaldt efter den franske opdagelsesrejsende Samuel de Champlain.
44°32′N 73°20′V / 44.53°N 73.33°V